# República Democràtica d'Armènia
La República Democràtica d'Armènia (1918-1920) fou el primer estat modern establert a l'actual Armènia. El país es va crear després del col·lapse de l'imperi Rus, conseqüència de la Revolució russa de 1917. Limitava amb la República Democràtica de Geòrgia al nord, l'Imperi Otomà a l'oest, l'Imperi Persa al sud, i la República Democràtica de l'Azerbaidjan a l'est.

## Antecedents

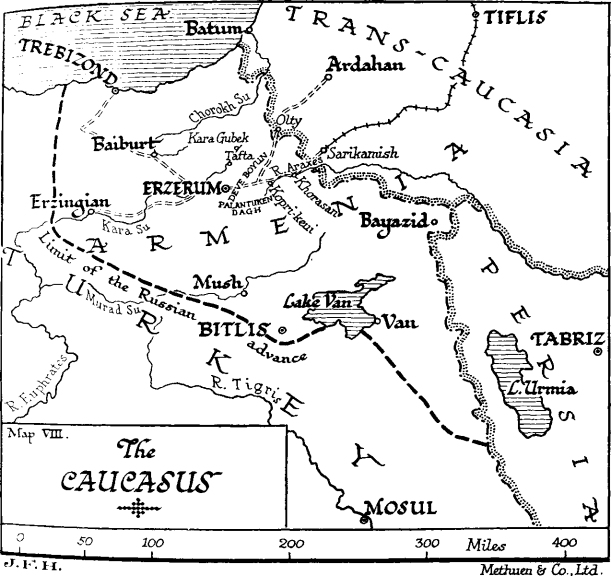
Mapa del front al Caucas el 1916

Els armenis establiren una Assemblea Nacional Armènia el 15 d'abril del 1918 a Tbilisi, confirmant el que s'havia acordat a Aleksandrópol el dia 6 d'abril. Per altra banda, el 22 d'abril del 1918 l'Assemblea Constituent de Transcaucàsia es proclamà independent, sota la presidència del georgià Georgi Tchkerkeli, i el dia 13 declararen la guerra a Turquia. La situació militar era caòtica, l'oficial Arthur Ayvazian descriví fam a Yerevan, Sardarbad i Karaklisa. Aleshores, aparegué l'oficial Drastamat Dro Kanaian (1885-1956) amb 3.000 guerrillers ben equipats i entrenats a Rússia, que s'enfrontaren a 10.000 soldats turcs. Així, els armenis resistiren el 20 de maig a Aleksandrópol (avui Gumyri), Bash Abaran i Ashtarak, que obria la ruta fins a Tbilisi, tot i que els turcs ocupaven Karaklisa i Sardarabad, i el 21-25 de maig rebutjaren als turcs a les portes de Yerevan, mentre que Dro, Andranik i Nazarbekian els batien a Karakilissa, Bach Abaran i Sardarbad, recuperades el 29 de maig (eren 7.000 armenis contra 15.000 turcs).

## Independència
Tanmateix, el 26 de maig del 1918 es va dissoldre la Federació de Transcaucàsia, raó per la qual el 30 de maig el Consell Nacional Armeni, presidit per l'escriptor Avetís Aharonian, proclamà la independència de l'Armènia Rússa, amb una extensió de 44.000 km² i 1.500.000 habitants, dels quals potser 800.000 eren armenis, però que en la seva major part ja era ocupada pels turcs. El Consell hagué de traslladar-se de Tbilisi a Yerevan, i el 4 de juny signaren el Tractat de Batumi amb Turquia, pel qual es fixarà la frontera entre ambdós països a les regions d'Aleksandrópol, Yerevan, Vagharxapat i Sevan, signada per M. Khatissov, Khadjazouni i Papadjanov. Això reduïria el seu territori a 9.000 km² i 300.000 habitants (dels quals 230.000 són armenis), amb 450.000 més de refugiats. Aviat entraran en conflicte amb la República Democràtica de Geòrgia pels 5.000 km² que incloïen el port de Batumi i Alkhalalak, que fou ocupada per les tropes georgianes el juliol, i amb la República Democràtica de l'Azerbaidjan, pels 30.000 km² que suposaven Zankezur, Artsakh i Nakhitxevan. També es va establir el 28 de maig com a diada nacional de la independència armènia.
L'1 d'agost del 1918 es convocaren eleccions al Khorhurd (Consell Nacional) de 40 membres, assemblea nacional amb representants de les minories nacionals (àzeris, russos, kurds), que nomenarà cap del parlament A. Sahakian i establirà un sistema multipartidista. El repartiment del qual fou:
| Partit       | Escons |
| Daixnaks     | 18     |
| Populistes   | 6      |
| Musulmans    | 6      |
| Menxevics    | 5      |
| Independents | 2      |
| Bolxevics    | 1      |
| Yezidis      | 1      |
| Russos       | 1      |

Ofensiva otomana al Caucas, 1918

Aquest parlament va aprovar diverses lleis sobre sistema judicial, autonomies, confiscació d'armes il·legals, llengua, escoles, ajuda als refugiats, protecció social i reconstrucció econòmica.
Andranik no va acceptar la situació, i es va refugiar a Artsakh i Zankezur, on va formar el Govern Lliure d'Artsakh, que el novembre ocupava Susha i va resistir fins a l'armistici de Mudros (11 de novembre del 1918), pel qual Turquia es rendia als aliats. Però el comandant britànic al Caucas, W. M. Thompson, el forçà a aturar l'avenç i a sotmetre's a les decisions de la Conferència de Pau de Versalles.
Per aquest tractat de pau, els turcs foren obligats a cedir el control dels estrets, a abandonar el Caucas, cedir Batumi i alliberar els presoners armenis, així com acceptar l'ocupació aliada en els sis vilayets armenis. Tanmateix, el govern àzeri hi nomenà governador de Karabagh i Zanguezur al terratinent panturànic Khosrov Bek Sultanov, qui va matar 600 armenis i destruí nombroses propietats. D'altres, endemés, resistiren a les muntanyes del nord de l'Iran amb els assiris. Liman von Sanders va protegir els d'Esmirna, però el 1922 foren expulsats per Atatürk.
Aquestes mesures no impedirien que entre juny i desembre del 1918 uns 180.000 armenis morissin a la part russa de fam i malalties com el tifus, la misèria i l'hostilitat. Endemés, el 28 de novembre del 1918 els francesos crearen la Llar Nacional de Cilícia: tres batallons armenis desembarcaren a Iskenderun (Alexandreta) sota protecció francesa, i s'hi establiren 150.000 armenis de Síria i Mesopotàmia. En una primera campanya, entre novembre del 1919 i maig del 1920 el francès Gouraud signà un armistici amb els turcs i els cedí Maras, Aintab (Gazianteb) i Urfa/Edessa, que passaren a mans de rei àrab Fàysal.

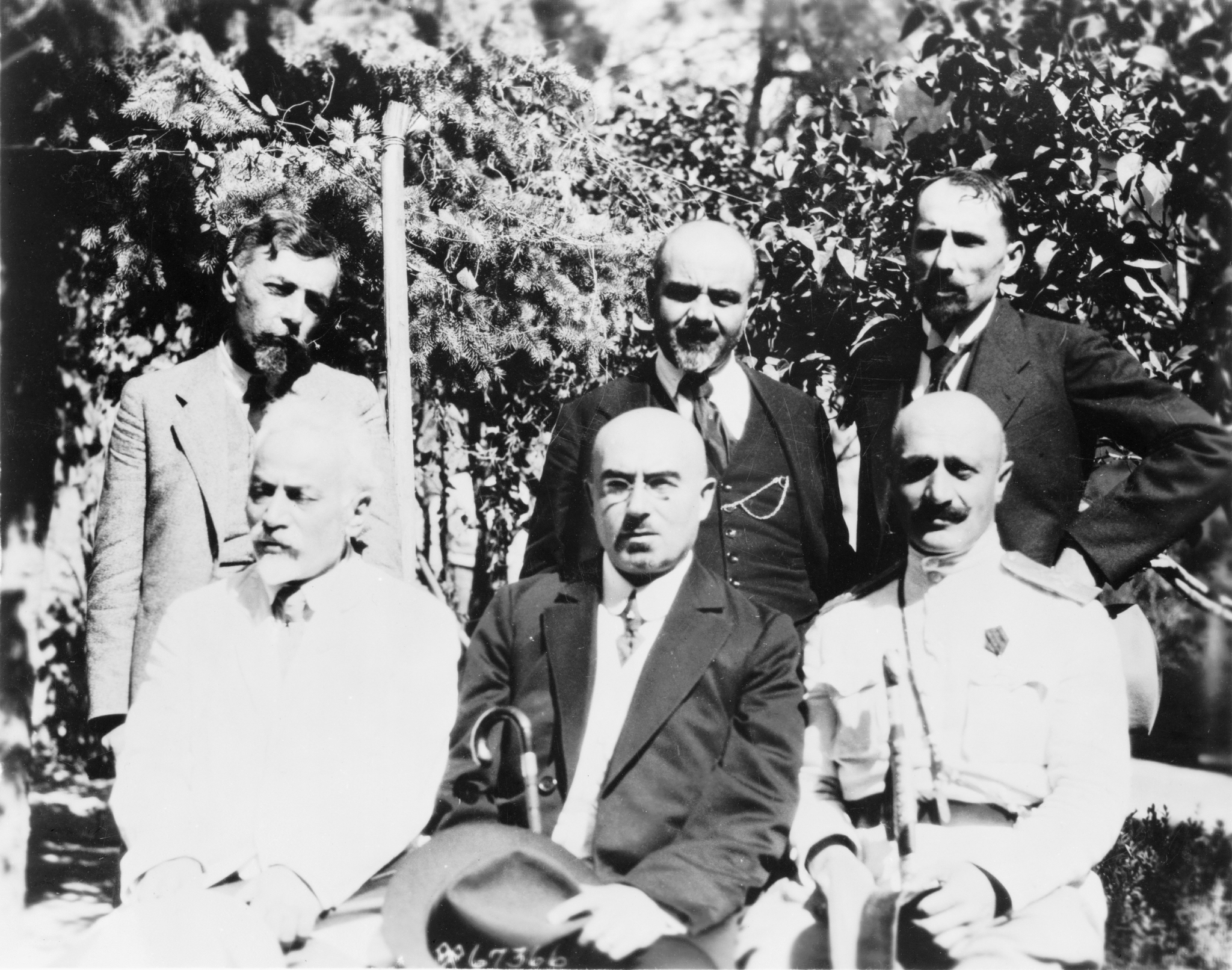
Membres del segon govern d'u d'octubre de 1919. D'esquerra a dreta: A. Sahakian, Alexander Khatissian, General K. Araratian, Nikol Aghbalian, A. Gulkandanian, S. Araradian.

El gener del 1919 entraren en conflicte amb la República Democràtica de Geòrgia pel control del ferrocarril entre Batumi i Yerevan i pels drets d'aduanes imposats pel govern georgià als armenis. El 19 de gener del 1919 se celebraria també la Conferència de París, a la qual hi enviaren representants armenis: els de Yerevan van decidir unir-se als armenis de Turquia en un sol estat, i per això enviaren com a representants panarmenis Avetís Aharonian, de l'Armènia alliberada, i Nubar Baixà, de l'Armènia turca. Pretenien el reconeixement d'una Gran Armènia des de Bakú fins a la Cilícia sota protecció dels EUA, reclamant tots els territoris on els armenis eren majoria abans del 1914, així com la Llar de Cilícia, i per això, el 28 de maig del 1919, quan celebraven l'aniversari de la proclamació de la República Armènia, el Khorkurd proclamà l'acta d'Unificació de les dues Armènies. Tanmateix, a la major part del territori reclamat els armenis eren minoria, i per això caldria que l'ocupació militar fos d'alguna potència amb forma de Mandat. Ho proposaren als EUA, però l'u de juny del 1920 ho rebutjaren, així com la nova Societat de Nacions qui no sols ho rebutjà sinó que també hi negà l'admissió del nou estat armeni, cosa que segellaria la seva sort.
Tot i així, el desembarcament britànic a Batumi i Bakú va permetre als armenis recuperar Kars, Ardahan i Nakhitxevan l'abril del 1919. Mentrestant, a Yerevan es formà un govern de coalició entre els dashnak i els comunistes (A. Khatisian, Simon Vratsian, A. Ogandzhanian), presidit pel dashnak Hovhannes Khatchaznouni (1868-1938), però els altres partits rebutjaren entrar en la coalició. El primer ministre Aleksander Khadisian proclamà el 28 de maig una plataforma per a una Armènia independent i unida. L'armeni fou declarat llengua oficial el desembre del 1919, quan s'annexaren oficialment Kars i Aleksandrópol (46.000 km²) i encara lluiten per Zangezur, Artsakh i Nakhitxevan. Adoptaren la bandera tricolor (els colors vermell, groc i taronja dels Lusignan en forma tricolor com la bandera francesa), l'himne Mer Hairenik (La nostra pàtria), crearen una universitat (gener del 1920, data del reconeixement de la República d'Armènia), construïren carreteres i indústries. Intentaren de crear una administració, un exèrcit, una democràcia parlamentària, fiscalitat, jornada de vuit hores i escolarització obligatòria. Alhora, l'enviat soviètic, el georgià Gudu Mdivani, va fer una activa propaganda que permetrà l'establiment de comitès revolucionaris a Itxevan i Aleksandrópol. Però el març del 1919 esclatà una guerra amb la República Democràtica de l'Azerbaidjan pel control de Karabagh, que era de majoria armènia. El cost de la guerra provocà el maig del 1920 un alçament comunista a Armènia, que va fracassar de moment.

## El Tractat de Sevres
El Tractat de Sevres de 20 d'agost del 1920 garanteix la creació d'un estat armeni amplificat, amb fronteres a Caucàsia regulades pels estats interessats, i amb Turquia, segons l'arbitri del president dels Estats Units Woodrow Wilson. Per satisfer les demandes armènies de justícia, uns 1.376 individus foren jutjats i condemnats a diverses penes per crims contra el poble armeni; 62 oficials foren condemnats a mort i executats, i sis ittihadistes foren condemnats in absentia. Endemés, les autoritats britàniques van fer arrestar 144 oficials otomans acusats de crims contra els armenis, i els deportaren a Malta per jutjar-los. Tanmateix, Haig Khazarian va examinar la documentació aportada contra ells i no trobà proves que encoratgessin la població a matar armenis. Aleshores, l'Alt Comissionat Britànic els va fer alliberar.
Però el nou govern d'Atatürk a Turquia no va acceptar el tractat i el 22 de setembre atacà militarment la nova Armènia; quatre divisions franquejaren la frontera i marxaren sobre Olti i Sarikamitx. El govern armeni va reclutar 35.000 voluntaris, però només resistiren un mes. Entre novembre i octubre l'antiga Armènia, Aleksandrópol, Hadjin i Kars fou ocupada per les tropes turques de Kiazim Kerabekir, malgrat la resistència armènia. El 17 d'octubre els turcs ocuparen Igdir i s'aliaren amb els àzeris, de manera que el 31 d'octubre ocuparen la vila de Kars i el 7 de novembre la d'Aleksandrópol (Gumyri), on hi massacraren 30.000 armenis. El febrer del 1921 continuaren l'avenç sobre Marash i el 1922 ocuparen Izmir, on saquejaren els barris armenis. En total, entre el 1920 i el 1921 mataren uns altres 50.000 armenis.

## Ocupació Soviètica

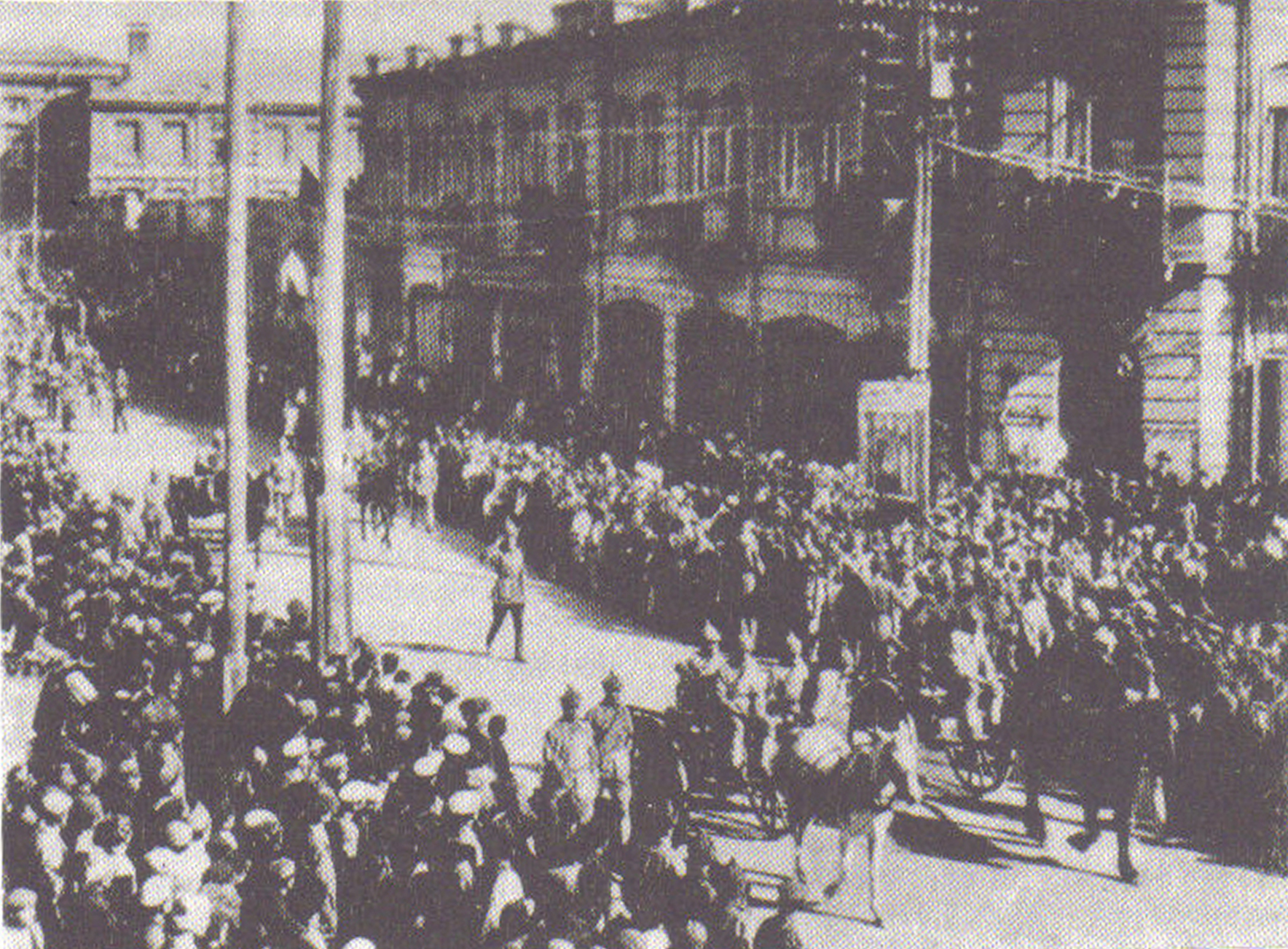
L'onzè Exèrcit Roig entra a Yerevan el 1920, acabant amb la independència d'Armènia.

El 29 de novembre del 1920 els bolxevics vinguts de Bakú van prendre el poder a Dilidjan i rebutjaren les resolucions del Tractat de Sevres. Endemés, els sovietics atacaren Leninakan i ocuparen Yerevan, però foren rebutjats a Artsakh, on es van mantenir un cert temps independents. Finalment, el 2 de desembre del 1920 el govern dashnak, presidit per Simon Vratsian i Dro Kanaian, és obligat a dimitir i a signar la Pau d'Aleksandrópol amb els turcs, per la qual renunciaren a crear un gran estat amb l'Armènia turca, que ja havia estat abandonada pels aliats l'u de maig del 1920; també enviaren 10.000 joves armenis a Turquia per a la construcció del ferrocarril, dels quals només en tornaren 230. I l'exèrcit armeni és reduït a 1.400 efectius. Es formarà un nou govern presidit per Tro Khanayan i Siline, coalició entre dashnaks i comunistes, i Gassian proclamà la Haikakan Sovetakan Sotsialistakan Hanrapetoutioun (República Socialista Soviètica d'Armènia). Però el general Nejcth es revolta a Zanguezur i el grup El Karabagh reclama la seva pertinença a Armènia. La txeka va detenir uns 1.500 activistes armenis i n'afusella uns 200. Tro Khanayan el 6 de desembre s'instal·là a la txeka, on intentarà resistir als comunistes.
Pel maig del 1921 el president Wilson donà un laude definint les fronteres armènies (tota Bitlis i van i part de Trebisonda i Erzurum, uns 80.000 km², amb 240 kilòmetres de costa i el port de Trebisonda), però els turcs ja havien ocupat el territori i es disposaven a deportar massivament la població armènia que hi vivia. El 20 d'octubre del 1921, endemés, els francesos abandonaren Cilícia, raó per la qual uns 100.000 armenis fugiren cap a Síria, Xipre, Grècia i Egipte.